# Midshipman
Il Midshipman (parola inglese che viene tradotta come "mezzomarinaio") è un aspirante ufficiale di marina o il grado più basso tra gli ufficiali, nella Royal Navy, negli Stati Uniti e in molti marine del Commonwealth. Tra i paesi del Commonwealth che usano questo grado ci sono Australia, Bangladesh, Namibia, Nuova Zelanda, Sudafrica, India, Pakistan, Singapore, Sri Lanka e Kenya. Il grado era presente prima del 1968 anche nella Royal Canadian Navy, ma dopo la creazione delle forze armate canadesi, il grado di midshipman fu sostituito da quello di cadetto navale in inglese e di Aspirante di Marina in francese. Nella maggior parte delle marine militari che adottano il grado di Midshipman, il grado è omologo all'aspirante guardiamarina della Marina Militare Italiana.

## Storia
Nel XVII secolo, un midshipman era considerato un marinaio esperto. Il nome deriva dalla posizione occupata a bordo della nave: a amidship (in italiano: "al centro della nave"), ma già nel XVIII secolo, un aspirante ufficiale era classificato come midshipman. Durante l'era napoleonica (1793-1815), un midshipman era un ufficiale tirocinante che in precedenza aveva servito almeno tre anni, volontariamente, come sottordine di ufficiale o come marinaio esperto e all'incirca era l'equivalente sia come grado sia per responsabilità dell'attuale sottufficiale. Dopo aver prestato servizio per almeno tre anni come midshipman poteva di sostenere l'esame per la promozione a tenente. La promozione al grado di tenente non era automatica e molti aspiranti hanno assunto la posizione di midshipman per ottenere un salario migliore e maggiori responsabilità a bordo della nave. I membri dell'equipaggio della Marina degli Stati Uniti venivano addestrati e servivano come i loro omologhi della Royal Navy. Tuttavia, a differenza dei loro colloghi inglesi, avevano il grado di warrant officer fino al 1912.
Nel corso del XIX secolo, i cambiamenti nella formazione degli ufficiali della Royal Navy e della Marina degli Stati Uniti portarono alla sostituzione dell'apprendistato a bordo delle navi con l'istruzione negli istituti di formazione. Da quel momento midshipman ha assunto il significato di cadetto di un'accademia navale i quali dovevano quindi trascorrere circa quattro anni in un'accademia e due anni in mare prima di essere promossi al grado di ufficiale. Tra la metà del diciannovesimo e il ventesimo secolo, il periodo di servizio in mare fu ridotto a meno di un anno, mentre l'età di accesso all'accademia venne aumentata da 12 a 18 anni.
Il grado di midshipman è nato nel XV secolo e originariamente designava la carica di un marinaio esperto promosso tra i marinai ordinari, che lavorava tra l'albero maestro e quello di mezzana, e aveva maggiori responsabilità rispetto ad un comune marinaio, ma che non era né un ufficiale né un aspirante ufficiale. Il termine "midshipman" venne pubblicato per la prima volta nel 1662 e questa parola deriva dalla posizione che occupava a bordo della nave: a mezza nave.
Dal XVIII secolo vi erano quattro tipi di uomo di midshipman: midshipman, midshipman straordinario, midshipman (aspirante ufficiale) e midshipman ordinario. Alcuni midshipman erano anziani e molti di loro aspiranti ufficiali che non avevano superato l'esame per diventare ufficiali. Alcuni di loro prestarono servizio fino al 1822, accanto ad allievi ufficiali senza aspirare a una promozione. Dal 1794, tuttavia, tutti i midshipman furono considerati aspiranti ufficiali.
Dal 1661, i ragazzi che aspiravano a diventare ufficiali venivano inviati dalle loro famiglie a servire a bordo delle navi, dotati di una "lettera di servizio" dalla Corona, e ricevevano la stessa paga degli altri midshipman. La lettera diceva all'ammiraglio o al comandante della nave che il suo portatore doveva essere onorato con "tutta l'attenzione che fosse ritenuta degna di un gentiluomo, sia dandogli il benvenuto a bordo della nave sia per perfezionare la sua educazione". La loro posizione ufficiale era di volunteer-per-order (volontariato per ordine), ma erano più comunemente conosciuti come i ragazzi della lettera del re, al fine di distinguere la loro classe sociale superiore da quella degli originali midshipman.

## Royal Navy
Nella Royal Navy oggi, "midshipman" è il grado più basso tra gli ufficiale, equivalente al grado di secondo tenente dell'esercito britannico e ufficiale pilota della Royal Air Force. Il distintivo di grado è costituito da un quadrato di tessuto bianco con un bottone d'oro e un cordoncino bianco attorcigliato su ciascun lato del collo del cappotto.

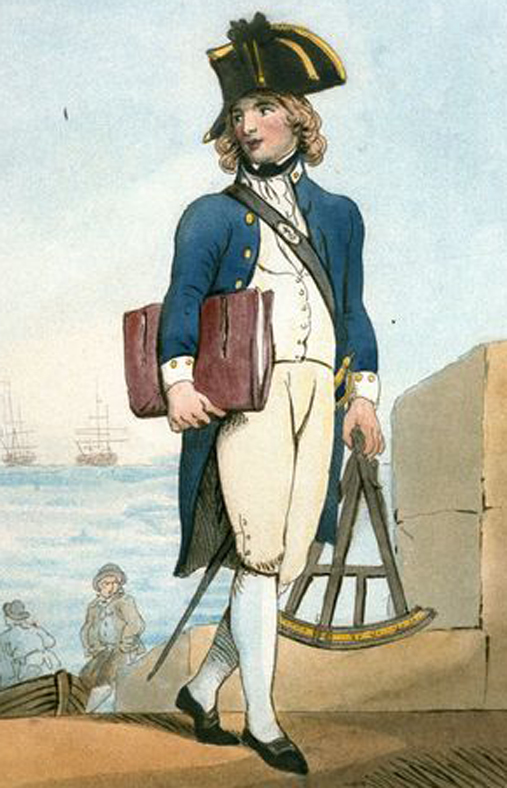
Midshipman della Royal Navy (1799 circa) in un disegno di Thomas Rowlandson

La formazione dei futuri ufficiali della Royal Navy ha luogo presso il Britannia Royal Naval College. Fino a quando non avranno completato la loro formazione generale di base, midschpman e sottotenenti del Britannia Royal Naval College non usano il loro grado, ma quello di cadetto.
Durante le prime sette settimane di addestramento, gli ufficiali cadetti vengono addestrati nella formalità militare e nello studio dell'ambiente marino, con particolare attenzione all'apprendimento dell'ambiente militare, del lavoro di squadra e del comando. Nelle sette settimane successive, i cadetti devono acquisire le competenze essenziali per gli ufficiali navali, come la navigazione, l'ambiente marino, gli studi strategici e le basi della sopravvivenza in mare. Durante il secondo trimestre, i cadetti per un periodo di dieci settimane, prestano servizio a bordo delle navi della Royal Navy per una valutazione iniziale delle loro capacità. Dopo questo periodo, i cadetti tornano a Dartmouth per quattro settimane per sottoporsi a una valutazione finale.
Dal 1677, i regolamenti della Royal Navy per la promozione al grado di tenente richiedevano il servizio come midshipman, un grado che poteva essere ottenuto solo dopo un certo tempo in mare.
Nel 1729 fu fondata la Royal Naval Academy di Portsmouth, ribattezzata nel 1806 Royal Naval College, per 40 allievi di età compresa tra 13 e 16 anni, che avrebbero avuto tre anni per completare il loro programma di studio definito in un libro illustrato, ed effettuato due anni di servizio marittimo. La posizione di midshipman-by-order, o midshipman ordinario, venne quindi utilizzata per coloro che avevano completato il corso presso il Royal Naval College al fine di distinguerli dai midshipman che prestavano servizio a bordo di una nave e la cui retribuzione era maggiore.
Per conseguire la promozione al grado di tenente, un aspirante ufficiale della Royal Navy doveva superare un esame, avere almeno 19 anni ed essere in grado di fornire prove del suo servizio, che includeva le note dei suoi comandanti e i loro librettii di navigazione da midshipman. Tuttavia, la maggior parte dei midshipman voleva sostenere l'esame per la promozione a tenente a 17 o 18 anni. L'età tipica di un midshipman era compresa tra 15 e 22 anni. Il candidato veniva convocato davanti a una commissione composta da tre capitani e interrogatati su marineria, navigazione e disciplina militare.
Le prove d'esame non erano standardizzate e dipendevano soprattutto dalla personalità dei capitani. Per la marineria, il candidato dovevano essere in grado di effettuare una giuntura, armare una vela, navigare a vela. Nella navigazione, doveva essere in grado di calcolare la rotta della nave usando i principi trigonometrici, le mappe della proiezione di Mercatore e l'osservazione del sole, oltre all'uso della bussola.
In caso di mancato superamento dell'esame erano necessari più di sei mesi di navigazione prima di poter ripetere l'esame. Alcuni midshipman non riescivano mai a superare l'esame. Il superamendo dell'esame rendeva il midshipman un passed midshipman. Dal XVII secolo fino alla seconda metà del XIX secolo, un midshipman della Royal Navy che superava l'esame non riceveva automaticamente la promozione al grado di tenente. I midshipman con protezioni politiche venivano promossi per primi, mentre altri attendono il loro turno. In tempo di guerra, quando un gran numero di uomini e navi scomparivano durante le battaglie, la maggior parte degli uomini di midshipman venivano promossi in uno o due anni, ma in tempo di pace l'attesa poteva essere così lunga che il midshipman alla fine veniva considerato troppo vecchio per avere una possibilità di promozione.
Nel 1861 nella Royal Navy venne istituito il grado di sottotenente, equivalente al sottotenente di vascello della Marina Militare Italiana.

## Royal Australian Navy
Midshipman nella Royal Australian Navy (RAN) è il grado degli allievi ufficiali della Australian Defence Force Academy (ADFA), l'Accademia militare australiana. Entrando a far parte della Royal Australian Navy, i Midshipman svolgono, per sei mesi, un periodo di addestramento iniziale presso il Royal Australian Naval College. Successivamente tutti trascorrono sei mesi di addestramento all'interno delle unità navali per la loro qualifica primaria, conseguita la quale iniziano alla Australian Defence Force Academy (ADFA), il loro secondo anno in Marina. Il corso triennale presso l'AFDA comprende anche l'addestramento navale. Il grado è omologo all'Aspirante guardiamarina della Marina Militare Italiana.

## Royal New Zealand Navy
Nella Royal New Zealand Navy (RNZN), midshipman è il più basso grado tra gli ufficiali, omologo all'Aspirante guardiamarina della Marina Militare Italiana A differenza di un cadetto dell'esercito, il midshipman è un ufficiale che inizia la carriera con un addestramento iniziale di 23 settimane, al termine del quale presta servizio a bordo per un breve periodo di tempo, seguito da un addestramento specializzato per circa 14 settimane. Dopo circa due anni nella Marina, gli aspiranti vengono promossi al grado di Ensign equivalente al grado di guardiamarina della Marina Militare Italiana.

## United States Navy
Nella US Navy il Midshipman è classificato come ufficiale imbarcato, sebbene limitato al periodo di addestramento. Il Midshipman è un grado speciale di sottufficiale che si colloca tra il grado di sottufficiale senior (E-9) e il grado più basso di chief warrant officer.
Gli allievi dell'Accademia navale degli Stati Uniti (USNA) vengono nominati Midshipmen dal Presidente degli Stati Uniti, senza la conferma del Senato. Gli allievi della United States Merchant Marine Academy (USMMA) vengono nominati Midshipmen della United States Navy Reserve, dal Segretario della Marina, su delega presidenziale, e allo stesso modo non sono soggetti alla conferma del Senato. Gli allievi del Naval Reserve Officer Training Corps (NROTC) vengono nominati Midshipman della United States Navy Reserve, dal Segretario della Marina senza la conferma del Senato.[A 8] Il corpo degli allievi dell'USNA costituiscono la Brigata Midshipmen mentre quello dell'USMMA il Reggimento Midshipmen.
I Midshipmen dell'Accademia Navale degli Stati Uniti, dell'Accademia della marina mercantile degli Stati Uniti e della NROTC indossano uniformi conformi agli standard stabiliti per i Warrant officer della Marina, con spalline e insegne sulle maniche che variano in base all'anno scolastico o al grado di ufficiale Midshipman come prescritto dal Capitolo 6 del Regolamento sulle uniformi della Marina. I Midshipmen indossano ancore dorate su berretto, spalline e sul colletto sugli abiti di servizio. Gli allievi del primo anno non avevano alcun distintivo sul colletto, gli allievi del secondo anno un ancora dorata sul colletto destro, gli allievi del terzo anno l'ancora dorata su entrambi i colletti e gli allievi del quarto anno ancora e aquila su entrambi i colletti.
Gli allievi dell'Accademia navale degli Stati Uniti nel loro curriculum di base affrontano studi di ingegneria, scienze naturali, discipline umanistiche e scienze sociali e partecipano a "crociere navali" durante l'estate. Dopo essere usciti dall'accademia gli allievi vengono nominati come Ensign  della Marina o 2nd Lieutenant del Corpo dei Marines.
I Midshipmen della Merchant Marine Academy degli Stati Uniti affrontano un curriculum di base simile, tranne per il fatto che sono suddivisi in programmi di coperta (orientati alla navigazione) e di ufficiale di macchina e inoltre, di solito trascorrono un anno in mare lavorando come cadetti su navi mercantili battenti bandiera statunitense, visitando porti di tutto il mondo. Al termine del corso di studi gli allievi hanno due opzioni: un lavoro nel settore marittimo a terra o navigare a bordo di navi commerciali battenti bandiera statunitense, più una periodo nella US Navy Reserve o un servizio attivo in una delle forze armate o un qualsiasi corpo ad ordinamento militare degli Stati Uniti (esercito, corpo dei marines, marina, aeronautica militare, guardia costiera, Amministrazione nazionale oceanica ed atmosferica o servizio sanitario pubblico degli Stati Uniti) come Ensign o secondo tenente.
il grado di Midshipman della Marina degli Stati Uniti venne istituito nel 1794 dal Congresso come grado di warrant officer nel Naval Act del 1794.
I Midshipmen avevano compiti e responsabilità simili a quelli della Royal Navy, ed erano tipicamente giovani di età compresa tra 14 e 22 anni che seguivano la formazione per diventare ufficiali di marina. Nel 1819 venne istituito il grado di "Passed midshipman" quale grado degli ufficiali della Marina degli Stati Uniti.
Nonostante il Congresso avesse autorizzato formalmente l'istituzione dell'Accademia militare degli Stati Uniti nel 1802, ci vollero quasi 50 anni per approvare una scuola simile per ufficiali di marina; uno dei motivi principali del ritardo era che i leader della Marina preferivano il sistema di apprendistato, citando ufficiali famosi come Nelson e i capitani della guerra del 1812 che non avevano frequentato una scuola navale di formazione degli ufficiali.
George Bancroft, nominato Segretario della Marina nel 1845, decise, senza l'approvazione del Congresso di creare una nuova accademia per ufficiali, costituendo un consiglio guidato dal Commodoro Perry per creare un nuovo sistema per l'addestramento degli ufficiali, trasformando nel 1851 il vecchio Fort Severn ad Annapolis in una nuova istituzione che sarebbe stata designata come Accademia Navale degli Stati Uniti. Gli allievi dovevano frequentare l'accademia per quattro anni in qualità di Midshipmen cadetti, addestrandosi ogni estate a bordo delle navi e uscivano dall'accademia quali "Midshipmen passed", grado che nel 1862 venne rimpiazzato dal grado di Ensign.
| United States Navy Midshipman Class                                      | United States Navy Midshipman Class | United States Navy Midshipman Class | United States Navy Midshipman Class | United States Navy Midshipman Class | United States Navy Midshipman Class |
| ------------------------------------------------------------------------ | ----------------------------------- | ----------------------------------- | ----------------------------------- | ----------------------------------- | ----------------------------------- |
| colletto distintivo di grado (controspallina)                            |                                     |                                     |                                     |                                     |                                     |
| nome del grado in lingua inglese:                                        | Midshipman 4/C1                     | Midshipman 3/C2                     | Midshipman 2/C                      | Midshipman 1/C                      | Midshipman passed/Ensign            |
| abbreviazione                                                            | MIDN 4/C                            | MIDN 3/C                            | MIDN 2/C                            | MIDN 1/C                            | MIDN/ENS                            |
| 1 Nessun distintivo sil colletto 2Ancora dorata solo sil colletto destro |                                     |                                     |                                     |                                     |                                     |

## Nel Mondo
Oggi in molti paesi esistono gradi equivalenti a Midshipman. Utilizzando come base di confronto il Midshipman statunitense o il vecchio grado della Royal Navy, il grado equivalente sarebbe quello di un cadetto della marina. Utilizzando come confronto l'attuale Midshipman della Royal Navy, il grado sarebbe quello del più basso tra gli ufficiali subalterni come il guardiamarina della Marina Militare Italiana.

### Olanda
La marina olandese fin dall'inizio del XVII secolo includeva il grado di "giovane gentiluomo" (olandese: Adelborst); oggi, gli Adelborsten frequentano il Regio Istituto Navale (olandese: Koninklijk Instituut voor de Marine) per tre anni.
Un Adelborst fa parte del Corpo degli Adelborst presso il KIM. In altri rami delle forze armate, fatta eccezione per la marina, gli aspiranti ufficiali vengono denominati cadetti.
Adelborst è una corruzione della parola adelbursche o adelburse che significa nobile. Il nome risale all'epoca in cui solo i giovani provenienti da famiglie nobili venivano ammessi all'addestramento degli ufficiali. All'incorporamento i giovani allievi ufficiali ricevono la nomina ad Adelborst, dopo un anno vengono nominati Korporaal adelborst e dopo due anni Sergeant adelborst per poi uscire dal Regio Collegio Navale Navale con il grado di tenente del mare di 3ª classe (olandese: Luitenant ter zee der 3de klasse) omologo al guardiamarina della Marina Militare Italiana

### Germania
Gli allievi ufficiali della marina tedesca iniziano la loro formazione presso l'Accademia navale Mürwik (tedesco: Marineschule Mürwik) a Flensburg-Mürwik come aspiranti ufficiali (tedesco: Offizieranwärter) e dopo circa un anno, vengono promossi a Seekadetten, equivalente al grado di Maat, per poi circa nove mesi dopo essere promossi al grado Fähnrich zur See, equivalente al grado di Bootsmann e dopo 30 mesi di formazione essere promossi al grado finale di candidato ufficiale, Oberfähnrich zur See, equivalente al grado di Hauptbootsmann.

### Lingue romanze
In molte lingue romanze, la traduzione letterale del termine è "Guardia della Marina", compreso il francese garde-marine, lo spagnolo guardia marina, il portoghese guarda-marinha e l'italiano guardiamarina.
| Grado omologo                                                  | Distintivo di grado                                                                                               | Grado omologo                                                 | Distintivo di grado                              |
| -------------------------------------------------------------- | --- | ------------------------------------------------------------- | ------------------------------------------------ |
| Canada Naval Cadet · Aspirant de marine                        | A narrow gold stripe on a blue sleeve.                                                                            | Francia Aspirant                                              | A fouled anchor above a dashed gold stripe.      |
| Germania - Seekadett - Fähnrich zur See - Oberfähnrich zur See | SeekadettFähnrich zur SeeOberfähnrich zur See                                                                     | Italia Aspirante guardiamarina                                | Aspirante guardiamarina                          |
| Portogallo - Guarda-marinha - Aspirante                        | GuardiamarinaAspirante                                                                                            | Olanda - Adelborst - Korporaal adelborst - Sergeant adelborst | AdelborstKorporaal adelborstSergeant adelborst   |
| Spagna Guardiamarina · Aspirante                               | Two diagonal fouled anchors above two horizontal gold stripes, and a single fouled anchor above two gold stripes. | Norvegia Kvartermester                                        | A gold bar on the shoulder of a blue dress coat. |